# Burgdorf (Hannover)

Burgdorf è una città di circa 31 083 abitanti, della Bassa Sassonia, in Germania.

Appartiene alla regione di Hannover (targa H).
Burgdorf si fregia del titolo di "Comune indipendente" (Selbständige Gemeinde).
Il territorio comunale comprende le frazioni (Ortschaft) di Beinhorn, Dachtmissen, Heeßel, Hülptingsen, Otze, Ramlingen-Ehlershausen, Schillerslage, Sorgensen, Weferlingsen.